# Sulistrowice (województwo mazowieckie)
Sulistrowice – wieś w Polsce położona w województwie mazowieckim, w powiecie szydłowieckim, w gminie Chlewiska. Ma status sołectwa.
Prywatna wieś szlachecka, położona była w drugiej połowie XVI wieku w powiecie radomskim województwa sandomierskiego. W latach 1975–1998 miejscowość położona była w województwie radomskim.
Do 1954 roku stanowiły eksklawę gminy Wieniawa na terenie gminy Chlewiska, a zarazem powiatu radomskiego na terenie powiatu koneckiego.
Wierni Kościoła rzymskokatolickiego należą do parafii Wniebowzięcia Najświętszej Maryi Panny w Rzucowie.